# Semiha Yankı
Semiha Yankı (Istambul, Turquia, 1957) é uma cantora, actriz e apresentadora turca. Foi a primeira representante turca do Festival Eurovisão da Canção de 1975 com a canção "Seninle bir dakika".

## Discografia
- Büyük Aşkımız
- Adını Yollara Yazdım
- Ben Sana Mecburum
- Sevgi Üstüne
- Hayırlı Olsun
- Ayrılanlar İçin
- Seni Seviyorum

## Filmografia
- Güneş Doğmasın (1961)
- Hammal (1976)